# István Bogár
István Bogár   (Budapest, 20 d'agost de 1937 - 26 de desembre de 2006) va ser un compositor i director d'orquestra hongarès.
A l'Escola Secundària de Música Béla Bartók de Budapest, va estudiar orgue amb Ferenc Gergely, trombó amb József Perlaki i composició amb István Szelényi. 1958/63 a la "Liszt Ferenc Music Academy Szervánszky Endre" va continuar els seus estudis de composició. Entre 1957 i 1968 va ensenyar a l'Organització de l'Escola de Música de Budapest. Del 1968 al 1972 va ser el redactor en cap adjunt de la "Music Publishing Company", després fins al 1983 va ser el cap del grup de dramatúrgia de la Filharmònica Nacional i el secretari artístic de l'Orquestra Estatal de Concerts. Des de 1983 la "Ràdio Hongaresa" va treballar com a director dels seus conjunts musicals.

## Premis
- 1976 Per a la cultura socialista
- 1976 OIRT II. premi
- Concurs SZOT 1979 I. Premi
- Concurs SZOT 1980 I. Premi
- Premi MR 1984
- 1984 OIRT II. tarifa (dues)

## Les seves obres principals
Música 
- Oratori, cantata, obra de castell.
- Concerts i concertinos per a trombó, tina, trompeta, violí, piano.
- Curses dobles : per a dos violins, dues banyes, trompeta i trompa.
- Fuga per a big band.
- Música de cambra : per a cordes, instruments de vent, dulcimer i instruments mixtes.
- Funciona la banda de vent .
- Obres juvenils: obres vocals, orquestrals i de cambra, contes musicals.

Publicacions
- Llibre: The Brass Instruments 1975 .
- Escola d'Acordió I-II. (Amb Antal Várhelyi)

## Discografia
- Música de vent hongaresa contemporània a Hungaroton HCD 31612 - col·laborador
- 1996 Brass Chamber Music de compositors hongaresos a Hungaroton HCD 31680 - col·laborador

## Recursos
Qui és qui a la música hongaresa? (ed. András Székely) - Editor de música, Budapest, 1988.
Amb l'addicció als diversos treballs musicals administratius, ha fet guanyar a Bogár una bona reputació com a compositor i director, i sovint les seves composicions. A partir de la caiguda del mur de Berlín va aparèixer amb lOrquestra Simfònica de Budapest i lOrquestra Strauss de Budapest, fent gires per Suïssa, França i sobretot per les Festes d'Any Nou al Palau de la Música Catalana de Barcelona, no i mancava durant molts anys. En el seus programes s'endevinava com un devot de la música de Johann Strauss. També visitava Itàlia, Bèlgica i Anglaterra i més llunyanes sortides.